# Музаффар ад-Дін Мухаммад
Музаффар ад-Дін Мухаммад (д/н — 1304) — султан Кермана з династії Кутлугханідів у 1295—1304 роках.

## Життєпис
Син султана Музаффар ад-Дін Хаджаджа. Про його молоді роки обмаль відомостей. Можливо 1267 року мандрував країнами разом з батьком, якого позбавили трону, а після смерті останнього у 1291 року повернувся до Держави Хулагуїдів.
1295 року за наказом ільхана Газан-хана посів трон Кермана. Одним з його перших наказів було привезти останки її стрийни Падишах-хатун для перепоховання в Кермані. Невдовзі стикнувся з повстаннями стриєчних братів: спочатку Насрат ад-Діна Юлукшаха, потім Гіяс ад-Діна Солокшаха, які за підтримки монголів придушив. Згодом боровся проти рідного брата Кутб ад-Діна Тагіша, правителя Сіджану. Зрештою зумів зберегти владу в Кермані.
Поступово поринув у підозри стосовно наближених емірів, яких час від часу страчував. Є свідчення, що також був жорстоким до своїх зведених братів Хасаншаха та Махмудшаха. 1304 року помер від алкоголізму. Йому спадкував стриєчний брат Кутб ад-Дін Шах-Джахан.